# Oliver Goodwill
Oliver James Goodwill (Wiltshire, 25 de octubre de 1982) es un actor y músico inglés. Su primer gran aparición fue durante el vídeo "Call Me When You're Sober" de Evanescence, y ganó popularidad en la website de la banda. Entre sus fanes es cariñosamente conocido como "Wolfie" (Lobito).

## Biografía
Estudió en la Academia de Música Contemporánea en Guildford, Inglaterra, y es un baterista profesional, instrumento que aprendió a utilizar desde los 7 años.
Goodwill fue originalmente a Los Ángeles desde Inglaterra deseando estudiar música y tocar la batería en una banda. Rápidamente conoció gente del negocio del entretenimiento y se metió de lleno en la industria del cine, actuando y trabajando en un gran número de películas de estudiantes e independientes. Aparte de su aparición en el vídeo de Evanescence, participó de cortos, incluyendo "Lefts for Shadows", "Spades" y actuó en el corto "Courting White". 
Recientemente,[¿cuándo?] Goodwill escribió y dirigió su primer corto, que trata acerca de una chica que está tratando con su línea de vida fuera de tiempo, parecido a un capítulo de la dimensión desconocida.
También participa de una banda llamada "Melessa Jean".

## Filmografía
| Año  | Título                    | Papel                   | Nota |
| ---- | ------------------------- | ----------------------- | ---- |
| 2006 | Call Me When You’re Sober | El hombre lobo seductor |      |
| 2006 | Ella at Five              |                         |      |
| 2006 | Prescriptions             | Wilbur                  |      |
| 2006 | Entourage                 | Brother                 |      |
| 2007 | August                    | Nurse                   |      |
| 2008 | Dark Shadow               |                         |      |
| 2008 | Richard III               | York Subordinate        |      |
| 2008 | Runaway Stars             | Duncan                  |      |
| 2009 | This Is Vegas             |                         |      |
| 2009 | Change                    |                         |      |
| 2010 | Story                     | Tommy                   |      |
| 2011 | Going Home                |                         |      |
| 2011 | Fight Night Champion      | Sparring Partner        |      |
| 2012 | The Dark Knight Rises     | tom Wyclif              |      |
| 2012 | The storm                 | jerry sander            |      |
| 2013 | Man of Steel              | cody Cromwell           |      |

## Links
- Oliver Goodwill en Internet Movie Database (en inglés).
- Official Page

- Datos: Q7087566